# Slovacchia ai Giochi della XXVII Olimpiade
La Slovacchia partecipò ai Giochi della XXVII Olimpiade, svoltisi a Sydney, Australia, dal 15 settembre al 1º ottobre 2000, con una delegazione di 114 atleti impegnati in sedici discipline.

## Medaglie
| Medaglia | Npme                                  | Sport       | Evento                           |
| -------- | ------------------------------------- | ----------- | -------------------------------- |
| Oro      | Pavol Hochschorner Peter Hochschorner | Canoa/Kayak | Slalom C-2 Uomini                |
| Argento  | Martina Moravcová                     | Nuoto       | 100 metri farfalla femminile     |
| Argento  | Martina Moravcová                     | Nuoto       | 200 metri stile libero femminili |
| Argento  | Michal Martikán                       | Canoa/Kayak | Slalom C-1 Uomini                |
| Bronzo   | Juraj Minčík                          | Canoa/Kayak | Slalom C-1 Uomini                |

## Risultati

### Calcio
- Uomini

| Atleta | Classifica |                       |
| --- | --- | --------------------- |
| V · D · M Nazionale olimpica slovacca · Calcio ai Giochi Olimpici Estivi 2000 1 Čontofalský · 2 Čišovský · 3 Drobňák · 4 Hlinka · 5 Lérant · 6 Krško · 7 Kisel · 8 Pančík · 9 Czinege · 10 Barčík · 11 Šlahor · 12 Petráš · 13 Vyskoč · 14 Šupka · 15 Mintál · 16 Kráľ · 17 Porázik · 18 Lipčák · 22 Mucha · CT : Radolský | 13° |                       |
| Nazionale olimpica slovacca · Calcio ai Giochi Olimpici Estivi 2000 | |                       |
| 1 Čontofalský · 2 Čišovský · 3 Drobňák · 4 Hlinka · 5 Lérant · 6 Krško · 7 Kisel · 8 Pančík · 9 Czinege · 10 Barčík · 11 Šlahor · 12 Petráš · 13 Vyskoč · 14 Šupka · 15 Mintál · 16 Kráľ · 17 Porázik · 18 Lipčák · 22 Mucha · CT: Radolský                                                                                | 1 Čontofalský · 2 Čišovský · 3 Drobňák · 4 Hlinka · 5 Lérant · 6 Krško · 7 Kisel · 8 Pančík · 9 Czinege · 10 Barčík · 11 Šlahor · 12 Petráš · 13 Vyskoč · 14 Šupka · 15 Mintál · 16 Kráľ · 17 Porázik · 18 Lipčák · 22 Mucha · CT: Radolský | Slovacchia (bandiera) |

### Pallacanestro
- Donne

| Atleta | Classifica |
| --- | ---------- |
| V · D · M Nazionale slovacca - Pallacanestro ai Giochi della XXVII Olimpiade - Torneo femminile 4 Libičová · 5 Frniaková · 6 Kotočová · 7 Žirková · 8 Poláková · 9 Godályová · 10 Hiráková · 11 Kováčová · 12 Kalistová · 13 Lichnerová · 14 Huťková · 15 Gyurcsi · All. Ľubomír Doušek | 7°         |
| Nazionale slovacca - Pallacanestro ai Giochi della XXVII Olimpiade - Torneo femminile |            |
| 4 Libičová · 5 Frniaková · 6 Kotočová · 7 Žirková · 8 Poláková · 9 Godályová · 10 Hiráková · 11 Kováčová · 12 Kalistová · 13 Lichnerová · 14 Huťková · 15 Gyurcsi · All. Ľubomír Doušek                                                                                                 |            |

### Pallanuoto
- Uomini

| Atleta | Classifica |                       |
| --- | --- | --------------------- |
| V · D · M Nazionale maschile slovacca di pallanuoto · Giochi olimpici - Sydney 2000 Nagy • Gyurcsi • Hrošík • Zaťovič • Bačo • Mravík • Gogola • Cipov • Nižný • Veszelits • Káid • Charin • Gergely · CT : - | 12° |                       |
| Nazionale maschile slovacca di pallanuoto · Giochi olimpici - Sydney 2000 | |                       |
| Nagy • Gyurcsi • Hrošík • Zaťovič • Bačo • Mravík • Gogola • Cipov • Nižný • Veszelits • Káid • Charin • Gergely · CT: -                                                                                      | Nagy • Gyurcsi • Hrošík • Zaťovič • Bačo • Mravík • Gogola • Cipov • Nižný • Veszelits • Káid • Charin • Gergely · CT: - | Slovacchia (bandiera) |